# Herbarium

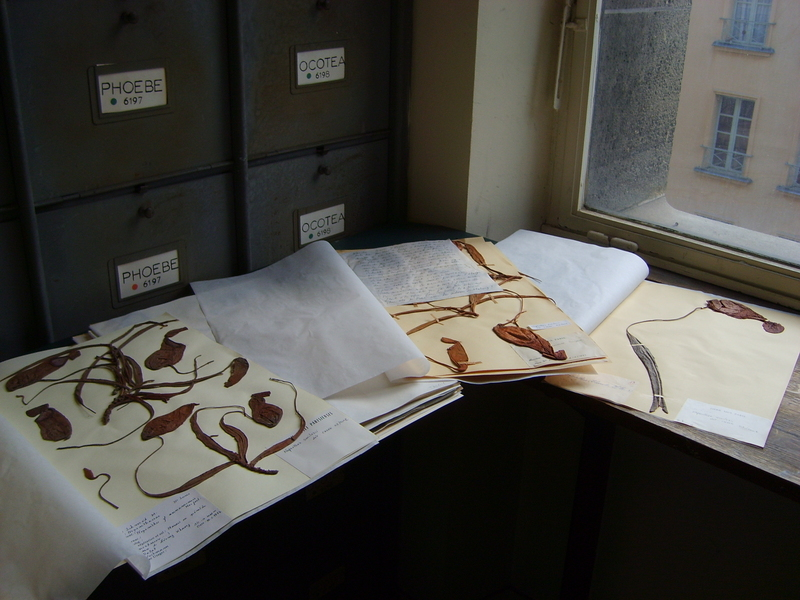
Nepenthes-specimina in het herbarium van het Muséum national d'histoire naturelle

Een herbarium is een verzameling gedroogde planten, op papier vastgehecht of in een convoluut, met de botanische naam en eventueel een regionale naam, de familienaam, de vindplaats, beschrijving van de standplaats, de fenologische toestand, datum en de naam van de verzamelaar en de namen van degenen die de determinatie gedaan of gecontroleerd hebben.
Een oud woord voor "herbarium" is "herbarius". Dat heeft echter ook andere betekenissen. Het kan ook kruidboek of kruidkundige (geneeskundige) betekenen.

## Herbariummateriaal
Herbariumexemplaren kunnen onder andere dienen als bron voor onderzoek of ten behoeve van (bio)systematisch onderzoek, bijvoorbeeld bij beschrijving van de variabiliteit in de morfologie in een bepaald gebied. Bij revisies van bepaalde groepen kunnen de exemplaren (eventueel uit een bepaald gebied) gedetermineerd worden, bijvoorbeeld om de juistheid te controleren, om extra kenmerken op te sporen of om floristische kennis te vergroten. Het gebruik van herbariummateriaal vergt in veel gevallen extra expertise. Bij hogere planten zien  gedroogde exemplaren er wat anders uit dan levende planten (ze hebben een andere kleur en zijn afgeplat).
Het drogen van plantenmateriaal gebeurt in een plantenpers, met een droogoven of aan de lucht. Bij grotere planten worden slechts (representatieve) delen bewaard eventueel samen met foto's van het geheel, kleinere planten zo mogelijk in het geheel. Bij varens is voor het vasthechten van de bladeren vaak een extra groot formaat papier nodig, gezien de afmetingen van de varenbladeren. Bij mossen of bij korstmossen is er soms nauwelijks een verschil in uiterlijk met levend materiaal, omdat na even inweken de plant er vrijwel als vers uit kan zien. Levermossen moet echter wel eerst worden behandeld omdat deze sterke veranderen bij indrogen.
Bij plantengeografisch onderzoek kan herbariummateriaal dienen als bewijs voor de aanwezigheid van een bepaalde soort (of ander taxon) op een bepaalde plaats en tijd. Bij het verzamelen moet rekening gehouden worden met de zeldzaamheid en de mate van bedreiging van de soort. Rode-lijstsoorten worden in principe zo min mogelijk verzameld.

Voorbeelden van Herbariummateriaal
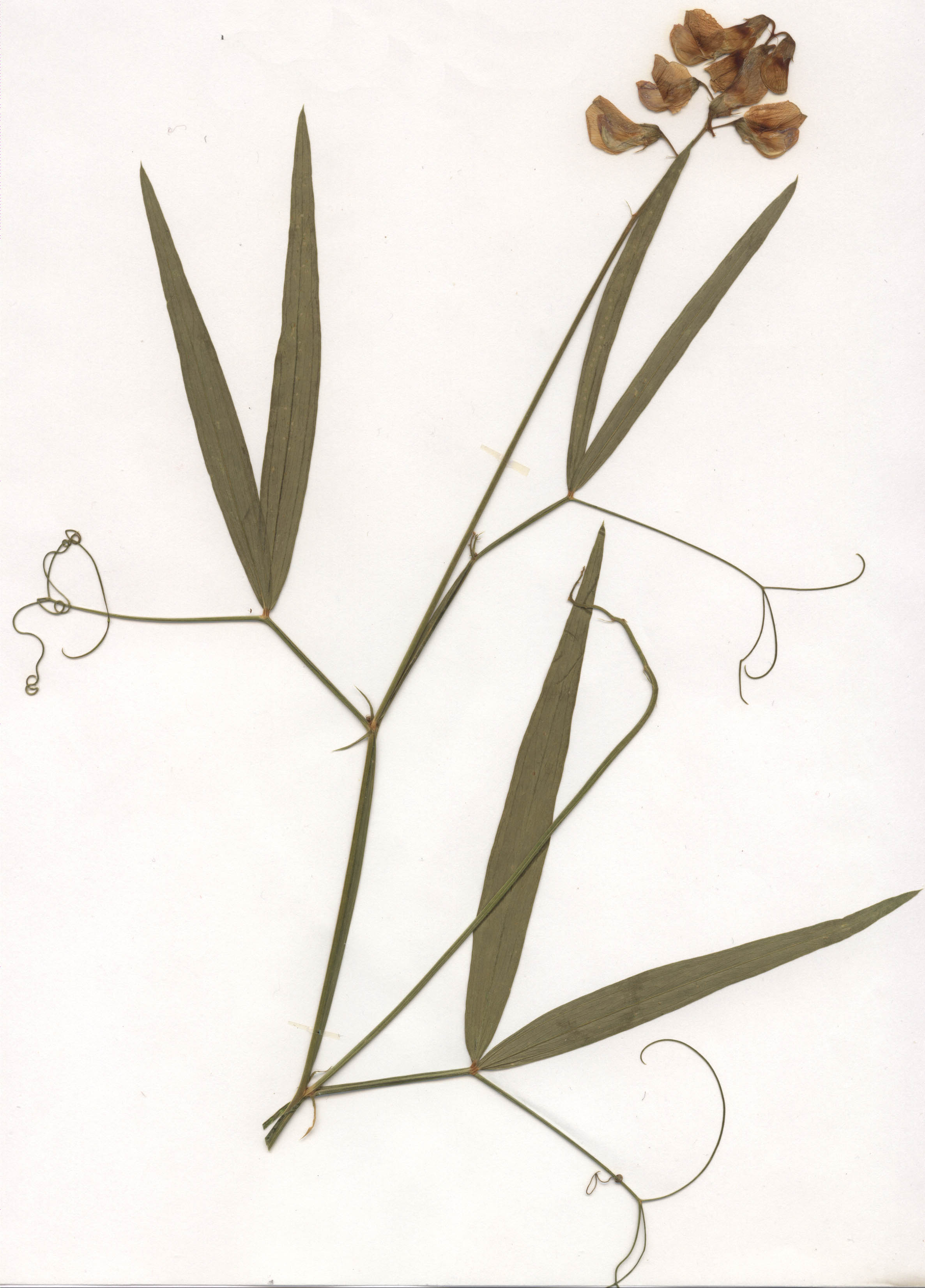
Herbariumexemplaar van de boslathyrus (Lathyrus sylvestris)
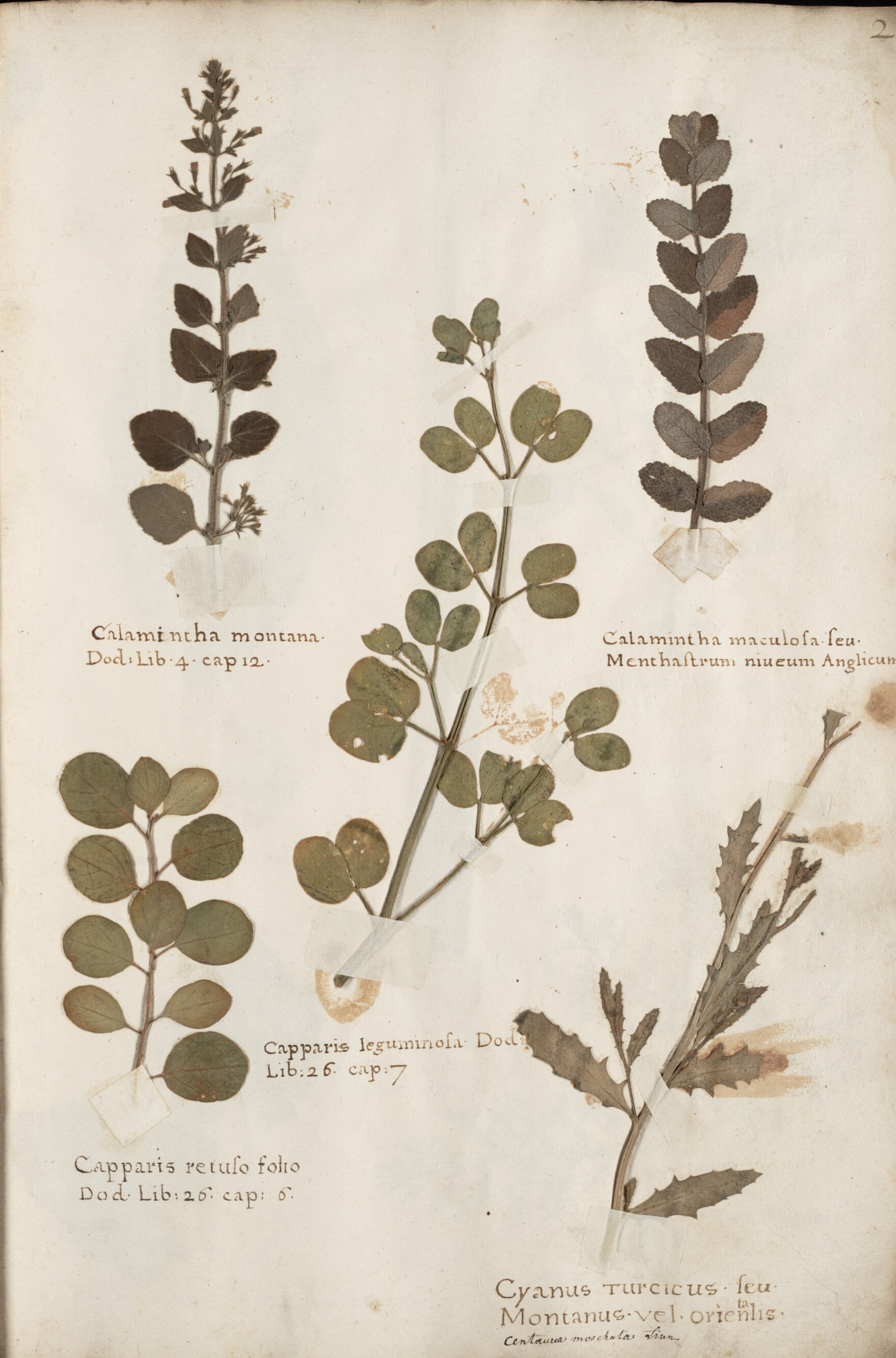
Herbarium, gemaakt door Bernardus Wynhouts in 1633.
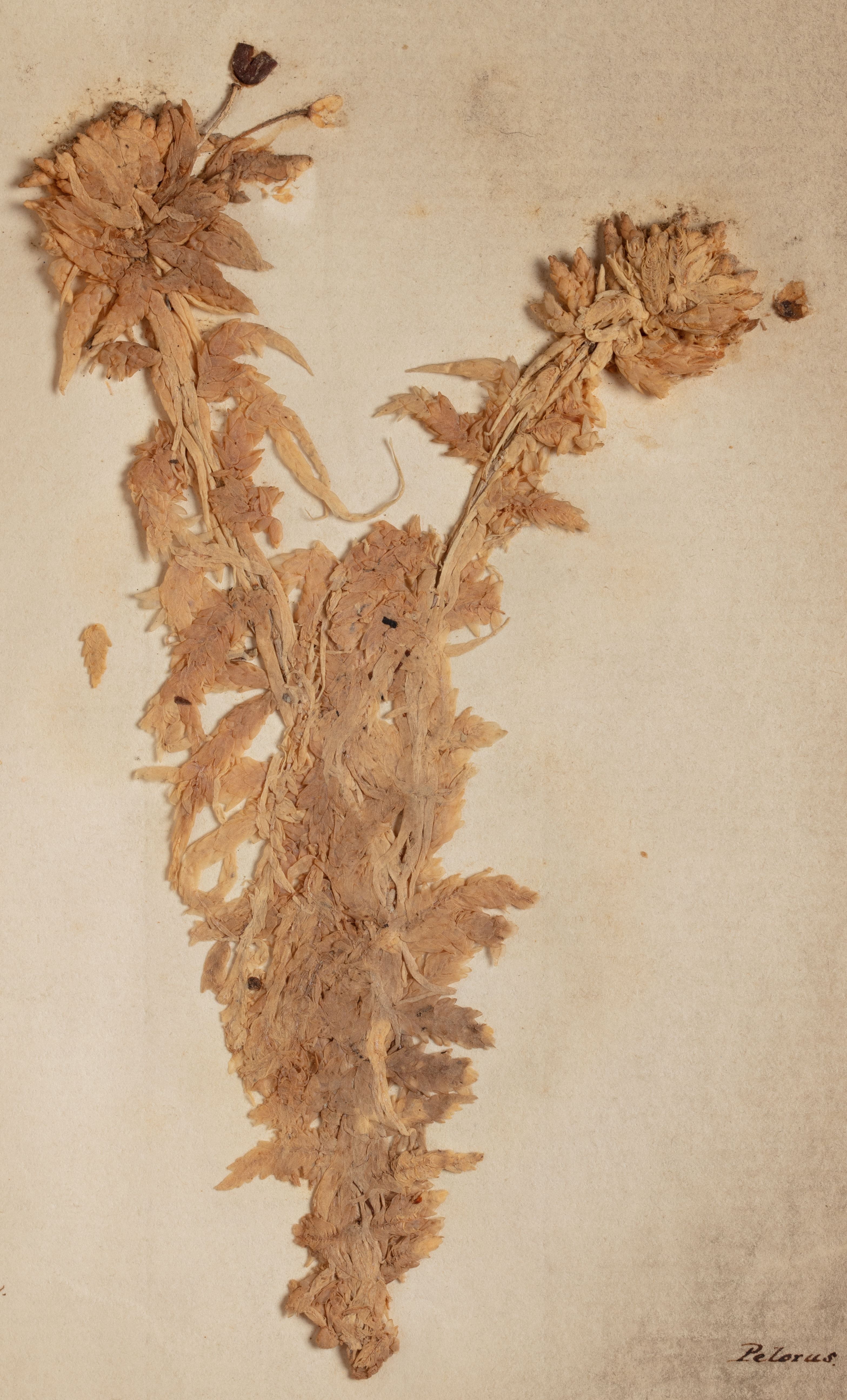
Sphagnum cristatum, een veenmossoort in een herbarium in Nieuw-Zeeland

## Instituten
Er bestaan ook wetenschappelijke instituten met de naam "herbarium", zoals het Nationaal Herbarium Nederland en het East African Herbarium, waar onderzoek wordt gedaan aan planten, onder andere gedroogde planten, die ook aldaar bewaard worden. De planten die daar bewaard worden hoeven niet gedroogd te zijn maar kunnen ook op andere manieren gepreserveerd zijn. Een wetenschappelijk herbarium kan onafhankelijk zijn of deel uitmaken van een botanische tuin, een natuurhistorisch museum, een universiteit.